# Bahnstrecke Strzebiń–Woźniki Śląskie
| Streckennummer: | 197                  |                                    |                             |
| Kursbuchstrecke: | zuletzt 178          |                                    |                             |
| Streckenlänge: | 13,359 km            |                                    |                             |
| Spurweite: | 1435 mm (Normalspur) |                                    |                             |
| |                      |                                    |                             |
| \| \| \| von Kalety (Stahlhammer) \| \| \| \| 0,000 \| Strzebiń (Strzebin; ehem. Bahnhof) \| 292 m \| \| \| \| nach Herby Nowe (Neu Herby) \| \| \| \| 6,199 \| Psary Śląskie (Psary) \| 317 m \| \| \| 9,135 \| Lubsza Śląska (Lubschau) \| 314 m \| \| \| 13,359 \| Woźniki Śląskie (Woischnik) \| 313 m \| |                      |                                    |                             |
| Strecke |                      | von Kalety (Stahlhammer)           | von Kalety (Stahlhammer)    |
| Haltepunkt / Haltestelle | 0,000                | Strzebiń (Strzebin; ehem. Bahnhof) | 292 m                       |
| Abzweig ehemals geradeaus und nach links |                      | nach Herby Nowe (Neu Herby)        | nach Herby Nowe (Neu Herby) |
| Bahnhof (Strecke außer Betrieb) | 6,199                | Psary Śląskie (Psary)              | 317 m                       |
| Haltepunkt / Haltestelle (Strecke außer Betrieb) | 9,135                | Lubsza Śląska (Lubschau)           | 314 m                       |
| Kopfbahnhof Streckenende (Strecke außer Betrieb) | 13,359               | Woźniki Śląskie (Woischnik)        | 313 m                       |

Die Bahnstrecke Strzebiń–Woźniki Śląskie (Strzebin–Woischnik) war eine Nebenstrecke in der polnischen Woiwodschaft Schlesien.

## Verlauf
Die Strecke begann am früheren Bahnhof Strzebiń (Strzebin) an der Bahnstrecke Chorzów–Tczew, der früheren Kohlenmagistrale, und verlief ostwärts zum Bahnhof Woźniki Śląskie (Woischnik; km 13,359).

## Geschichte
Die Strecke wurde am 2. August 1932 von den Polnischen Staatseisenbahnen eröffnet, gelangte nach der deutschen Besetzung Polens 1939 zur Deutschen Reichsbahn, 1945 wieder zu den Polnischen Staatseisenbahnen zurück. 1993 wurde der Personenverkehr eingestellt, im Januar 1994 die Strecke stillgelegt.